# Panicum comorense
Panicum comorense är en gräsart som beskrevs av Carl Christian Mez. Panicum comorense ingår i släktet vipphirser, och familjen gräs. Inga underarter finns listade i Catalogue of Life.